# Servei bàsic d'atenció social
El Servei Bàsic d'Atenció Social, consisteix en un conjunt d'accions professionals que tenen l'objectiu d'atendre les necessitats socials més immediates, generals i bàsiques de les persones, famílies i grups.
Aquestes actuacions també contribueixen a la prevenció de les problemàtiques socials i a la reinserció i integració de les persones en situació de risc social o exclusió.

## Objectiu[2]
L'objectiu és promoure els mecanismes per conèixer, prevenir i intervenir en persones, famílies i grups socials, especialment si es troben en situació de risc social o d'exclusió.

## Funcions[3]
Les funcions que ofereix aquest servei, són: informació, orientació i assessorament. Detecció i prevenció de situacions de risc social o d'exclusió. Aplicació del tractament de suport a persones, famílies o grups. Recepció i anàlisi de les demandes relatives a les necessitats socials de l'àrea territorial corresponent. Gestió dels serveis d'atenció domiciliària, i els altres que siguin determinats per via reglamentària. Tramitació i seguiment de programes i prestacions que requereixen la seva intervenció. Tramitació de propostes de derivació als serveis socials d'atenció especialitzada. Treball social comunitaria. Les altres funcions establertes per l'ordenament jurídic vigent.
| Tipologia de la prestació            | Prestació de servei: servei bàsic                                                                 |
| Situació de la població destinatària | Població general                                                                                  |
| Edat de la població destinatària     | Població general                                                                                  |
| Forma de prestació                   | Mitjançant intervenció d'equip de professionals                                                   |
| Perfils professionals                | 3 treballadors/es social, i 2 educadors/es socials per cada 15.000 habitants                      |
| Estànderds de qualitat               | Els que estableix el Pla de qualitat previst en le Llei de servis socials per a aquesta prestació |

## Criteris d'accés - normativa reguladora[5]
Els requisits per accedir a aquest servei són les següents: a) l'existència de situació de necessitat, d'acord amb els articles 8, 9 i 10 i l'Annex 2 del Decret 27/2003, de 21 de gener, d'atenció social primària; b) per a les persones estrangeres, els requisits establerts en la normativa vigent d'estrangeria i d'acollida i integració de les persones immigrades; c) la resta de requisits d'accés establerts en l'ordenament jurídic vigent.